# Nadine Coyle
Nadine Coyle, född 15 juni 1985 i Derry, Nordirland, är en irländsk sångerska, låtskrivare och fotomodell. Hon var aktiv i Girls Aloud åren 2002–2009 och 2012–2013. I mars 2010 inledde hon sin solokarriär.

## Biografi
Coyle deltog 2001 i den irländska upplagan av Popstars. Som en av vinnarna bildade hon tillsammans med fem andra ungdomar gruppen Six. Då det framkom, att Coyle inte uppnått den stipulerade åldern 18 år, fick hon lämna gruppen.
2002 blev Coyle en av vinnarna av Popstars: The Rivals och bildade tillsammans med Sarah Harding, Nicola Roberts, Cheryl Tweedy och Kimberley Walsh tjejgruppen Girls Aloud. I programmet hade Coyle gjort flera bejublade framträdanden. Bland annat sjöng hon Sting-låten "Fields of Gold" samt "I Wanna Dance with Somebody" som var en hit med Whitney Houston 1987.
Som medlem av Girls Aloud har Coyle spelat in ett flertal hits, bland andra "Sound of the Underground", "Biology", "See the Day", "Call the Shots" och "The Promise". Gruppens hittills fem studioalbum har samtliga sålt platina, det vill säga över 300 000 exemplar, i Storbritannien. 
I november 2010 släppte Nadine Coyle singeln "Insatiable" och samma månad utgavs soloalbumet med samma namn. Coyle var förlovad med Jason Bell, som 2006 spelade för New York Giants i National Football League. Paret bröt förlovningen i maj 2011. 15 augusti 2013 berättade Coyle att hon var gravid, och att Jason Bell var fadern. 10 februari 2014 föddes dottern Anaíya Bell.

## Diskografi

### Studioalbum
- Insatiable (8 november 2010)
  1. "Runnin'" (Nadine Coyle, Julian Bunetta, Ruth-Anne Cunningham) – 4:05
  2. "Put Your Hands Up" (Nadine Coyle, Arnthor Birgisson) – 3:45
  3. "Chained" (Nadine Coyle, Ricci Riccardi, Gareth Owen) – 3:59
  4. "Insatiable" (Nadine Coyle, Guy Chambers) – 3:07
  5. "Red Light" (Nadine Coyle, Steve Booker, Ricci Riccardi, Gareth Owen) – 4:11
  6. "My Sexy Love Affair" (Nadine Coyle, Toby Gad) – 4:06
  7. "Lullaby" (Nadine Coyle, Alex Contrell, Louis Bell) – 3:13
  8. "You Are the One" (Nadine Coyle, Toby Gad) – 4:06
  9. "Natural" (Nadine Coyle, Guy Chambers) – 3:36
  10. "Raw" (Nadine Coyle, Guy Chambers) – 3:44
  11. "Rumors" (Nadine Coyle, Alex James, Andreas Romdhane, Josef Larossi) – 3:52
  12. "Unbroken" (Nadine Coyle, Steve Booker) – 5:04
  13. "I'll Make a Man Out of You Yet" (Nadine Coyle) – 4:16

### Singlar
| Singel          | År   | Album      |
| --------------- | ---- | ---------- |
| "Insatiable"    | 2010 | Insatiable |
| "Sweetest High" | 2011 | —          |
| "I Could Be"    | 2015 | Right Here |
| "Go to Work"    | 2017 |            |